# Synagoga Tempel w Przemyślu

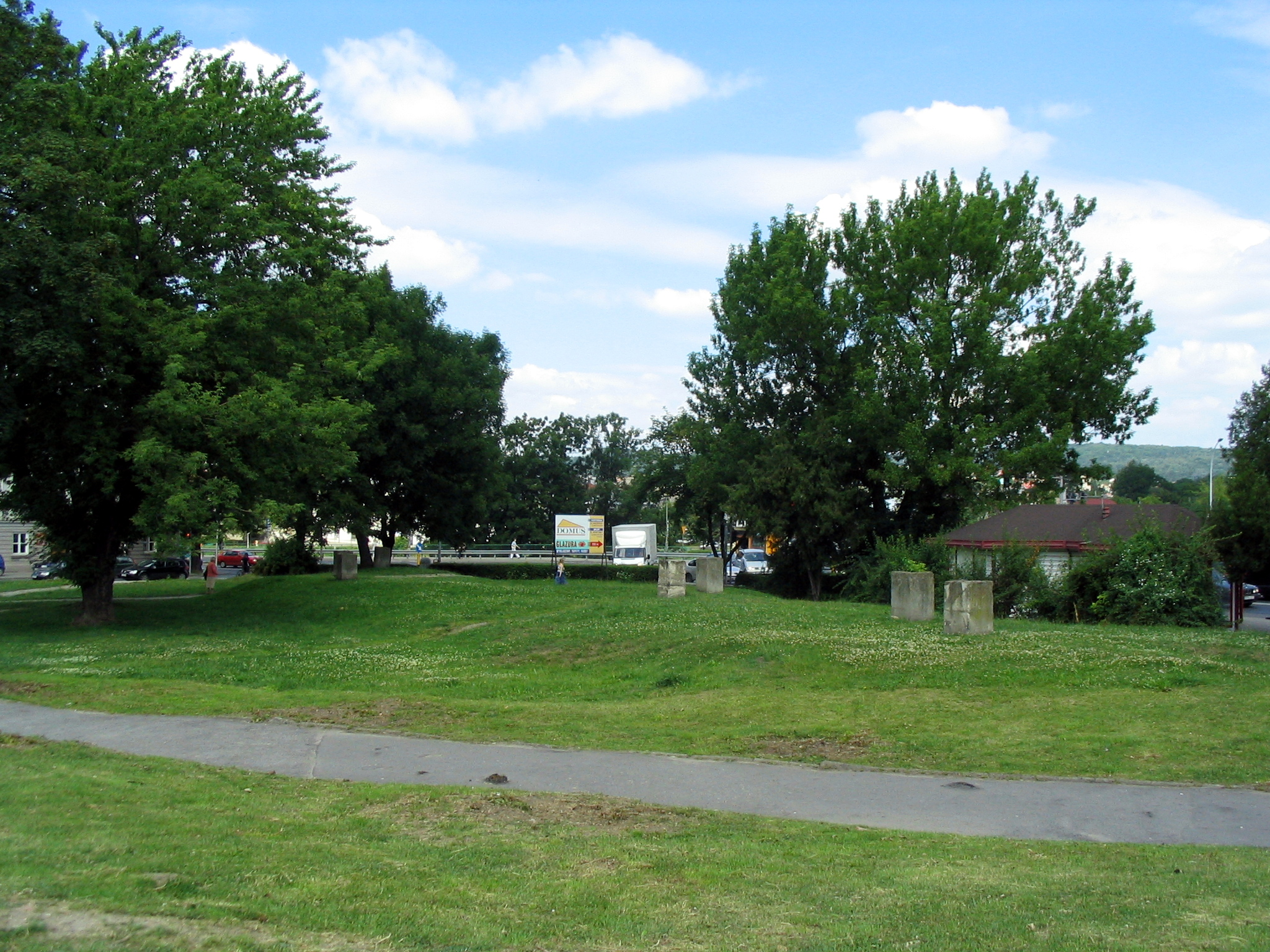
Miejsce, w którym znajdowała się synagoga

Synagoga Tempel w Przemyślu – nieistniejąca synagoga, która znajdowała się w Przemyślu na rogu ulicy Jagiellońskiej 45 i Serbańskiej. Budynek synagogi i domu administracyjnego został zaprojektowany przez Juliusza Reinigera.
Budowę rozpoczęto na wiosnę 1889 roku a zakończono dnia 14 września 1890. Zbudowano ją z inicjatywy Żydów postępowych skupionych w Stowarzyszeniu Modlitewny Związek Izraela.  Podczas II wojny światowej hitlerowcy spalili synagogę. W latach 50. została rozebrana na polecenie ówczesnych władz miejskich.
Do czasów wojny w synagodze działał chór prowadzony przez kantora Rosenberga, któremu akompaniowały organy. Była jedyną przemyską synagogą, w której modlono się po polsku oraz odprawiano nabożeństwa z okazji najważniejszych świąt państwowych.
Murowany z czerwonej cegły, nieotynkowany budynek synagogi wzniesiono na planie kwadratu. Do głównych drzwi prowadziły szerokie schody. Ścianę frontową wieńczyły dwie tablice Mojżeszowe. Synagogę wzorowano stylem na synagogach austriackich i zachodnioeuropejskich. Wnętrze prezentowało się bardzo bogato, na ścianie wschodniej znajdował się Aron ha-kodesz, który stał między dwiema tablicami Dekalogu. Po bokach były wybudowane empory, na których znajdowały się galerie dla kobiet.

## Zarząd synagogi
- Przewodniczący - Leon Schwarzthal
- Sekretarz - Jakub Baumgarten
- sędzia Schwarz
- adwokat Schwarz
- Kalman Gottlieb
- Jakub Reisner